# Kirsi Välimaa
Kirsi Välimaa (* 15. Oktober 1978 in Jämijärvi) ist eine ehemalige finnische Skilangläuferin, die zwischen 1998 und 2008 zu Wettbewerben antrat.

## Werdegang
Välimaa erzielte ihren einzigen Weltcupsieg in einem Staffelrennen im schwedischen Falun in der Saison 2004/05. Zudem wurde sie mit der Staffel zweimal zweite und fünfmal Dritte. Ihre besten Platzierungen im Weltcupeinzel waren der dritte Platz im Sprint in Oslo im März 2003 und der zweite Rang im Sprint in Lahti im März 2005. Im Gesamtweltcup war der 19. Platz in der Saison 2002/03 und im Sprintweltcup der 13. Platz in der Saison 2004/05 ihre besten Ergebnisse.
Bei den Olympischen Winterspielen 2006 belegte sie im Skiathlon den 34. Platz. Ihr bestes Ergebnis bei Nordischen Skiweltmeisterschaften erreichte sie mit dem fünften Rang im Staffelrennen bei den Weltmeisterschaften 2005 in Oberstdorf. Ihr bestes Einzelresultat bei Weltmeisterschaften war 2003 ein zehnter Platz über die Distanz von zehn Kilometern. Im Continental-Cup holte sie drei Siege. Sie ist mit dem Biathleten Timo Antila verheiratet.

## Erfolge

### Weltcupsiege im Team
| Nr. | Datum         | Ort   | Disziplin          |
| --- | ------------- | ----- | ------------------ |
| 1.  | 20. März 2005 | Falun | 4 × 5 km Staffel 1 |

### Siege bei Continental-Cup-Rennen
| Nr. | Datum           | Ort        | Disziplin       | Serie           |
| --- | --------------- | ---------- | --------------- | --------------- |
| 1.  | 18. Januar 2001 | Mäntyharju | 15 km klassisch | Continental Cup |
| 2.  | 12. Januar 2002 | Otepää     | 5 km klassisch  | Continental Cup |
| 3.  | 13. Januar 2002 | Otepää     | 10 km Skiathlon | Continental Cup |

## Platzierungen im Weltcup

### Weltcup-Statistik
Die Tabelle zeigt die erreichten Platzierungen im Einzelnen.
- 1.–3. Platz: Anzahl der Podiumsplatzierungen
- Top 10: Anzahl der Platzierungen unter den ersten zehn
- Punkteränge: Anzahl der Platzierungen innerhalb der Punkteränge
- Starts: Anzahl gelaufener Rennen in der jeweiligen Disziplin
- Hinweis: Bei den Distanzrennen erfolgt die Einordnung gemäß FIS.

| Platzierung         | Distanzrennen a | Distanzrennen a | Distanzrennen a | Distanzrennen a | Distanzrennen a | Skiathlon Verfolgung | Sprint | Etappen- rennen b | Gesamt | Team c | Team c  |
| Platzierung         | ≤ 5 km          | ≤ 10 km         | ≤ 15 km         | ≤ 30 km         | > 30 km         | Skiathlon Verfolgung | Sprint | Etappen- rennen b | Gesamt | Sprint | Staffel |
| ------------------- | --------------- | --------------- | --------------- | --------------- | --------------- | -------------------- | ------ | ----------------- | ------ | ------ | ------- |
| 1. Platz            |                 |                 |                 |                 |                 |                      |        |                   |        |        | 1       |
| 2. Platz            |                 |                 |                 |                 |                 |                      | 1      |                   | 1      |        | 2       |
| 3. Platz            |                 |                 |                 |                 |                 |                      | 1      |                   | 1      |        | 5       |
| Top 10              | 1               | 4               | 1               |                 | 1               |                      | 7      |                   | 14     |        | 14      |
| Punkteränge         | 1               | 19              | 3               | 1               | 2               | 7                    | 20     |                   | 53     |        | 15      |
| Starts              | 4               | 31              | 6               | 2               | 2               | 9                    | 23     |                   | 77     |        | 15      |
| Stand: Karriereende |                 |                 |                 |                 |                 |                      |        |                   |        |        |         |

### Weltcup-Gesamtplatzierungen
| Saison  | Gesamt | Gesamt | Distanz | Distanz | Sprint | Sprint |
| Saison  | Punkte | Platz  | Punkte  | Platz   | Punkte | Platz  |
| ------- | ------ | ------ | ------- | ------- | ------ | ------ |
| 2000/01 | 45     | 56.    | -       | -       | 45     | 33.    |
| 2001/02 | 104    | 38.    | -       | -       | 102    | 18.    |
| 2002/03 | 229    | 19.    | -       | -       | 101    | 18.    |
| 2003/04 | 208    | 25.    | 126     | 27.     | 82     | 25.    |
| 2004/05 | 213    | 24.    | 82      | 29.     | 131    | 13.    |
| 2005/06 | 97     | 47.    | 85      | 33.     | 12     | 57.    |
| 2006/07 | 14     | 86.    | 6       | 76.     | 8      | 65.    |